# Ág
Ág (em alemão:   Neuda) é uma vila da Hungria, situada no condado de Baranya. Tem 12,03 km² de área e sua população em 2019 foi estimada em 178 habitantes.